# Pomnik Jana Kilińskiego w Trzemesznie
Pomnik Jana Kilińskiego – monument upamiętniający Jana Kilińskiego, znajdujący się na placu Kilińskiego w Trzemesznie. Został odsłonięty w roku 1960 z okazji dwusetnej rocznicy urodzin pułkownika powstania kościuszkowskiego w tym mieście.

## Związki Jana Kilińskiego z Trzemesznem
Jan był dziesiątym z kolei dzieckiem Marcjanny i Augustyna Kilińskiego, majstra murarskiego. W Trzemesznie ukończył miejscową szkołę parafialną. Po ukończeniu szkoły Jan nie poszedł w ślady ojca, zostając murarzem, ale – za jego radą - rozpoczął naukę zawodu szewca. Jan Kiliński w wieku 16 lat przeniósł się z Trzemeszna do Poznania, a następnie do Warszawy. Tam w 1788 r. uzyskał dyplom mistrza szewskiego i otworzył swój pierwszy warsztat.